# Championnat d'Haïti de football 1999
Navigation
Saison suivante
La saison 1999 du Championnat d'Haïti de football est la dixième édition de la première division à Haïti. Les seize meilleures équipes du pays sont regroupées au sein d’une poule unique où elles s’affrontent à deux reprises, à domicile et à l’extérieur. En fin de saison, les deux derniers du classement sont relégués et remplacés par les deux meilleures équipes de Division 2, la deuxième division haïtienne.
C'est le club de Violette AC qui remporte la compétition cette saison après avoir terminé en tête du classement final, avec quatre points d'avance sur Carioca Port-au-Prince et cinq sur l'AS Cavaly. C'est le sixième titre de champion d'Haïti de l'histoire du club.

## Clubs participants
- Violette AC
- Carioca Port-au-Prince
- AS Cavaly
- FICA
- AS Capoise
- Don Bosco FC
- Roulado FC
- Valencia Léogâne
- Baltimore SC
- Racing Gonaïves
- Aigle Noir AC
- Tempête FC
- AS Grand-Goâve
- Racing Club Haïtien
- Eclair Gonaïves
- Triomphe AC

## Compétition
Le barème de points servant à établir le classement se décompose ainsi :
- Victoire : 3 points
- Match nul : 1 point
- Défaite : 0 point

### Classement
| Rang | Équipe                 | Pts | J  | G  | N  | P  | Bp | Bc | Diff |
| ---- | ---------------------- | --- | -- | -- | -- | -- | -- | -- | ---- |
| 1    | Violette AC            | 58  | 30 | 16 | 10 | 4  | 49 | 20 | +29  |
| 2    | Carioca Port-au-Prince | 54  | 30 | 15 | 9  | 6  | 42 | 23 | +19  |
| 3    | AS Cavaly              | 53  | 30 | 15 | 8  | 7  | 24 | 17 | +7   |
| 4    | FICAT                  | 52  | 30 | 14 | 10 | 6  | 45 | 21 | +24  |
| 5    | AS Capoise             | 43  | 30 | 10 | 13 | 7  | 22 | 12 | +10  |
| 6    | Don Bosco FC           | 41  | 30 | 11 | 8  | 11 | 39 | 25 | +14  |
| 7    | Roulado FC             | 41  | 30 | 10 | 11 | 9  | 29 | 27 | +2   |
| 8    | Valencia Léogâne       | 41  | 30 | 10 | 11 | 9  | 24 | 26 | -2   |
| 9    | Baltimore SC           | 40  | 30 | 8  | 16 | 6  | 35 | 26 | +9   |
| 10   | Racing Gonaïves        | 37  | 30 | 10 | 7  | 13 | 27 | 29 | -2   |
| 11   | Aigle Noir AC          | 36  | 30 | 9  | 9  | 12 | 26 | 31 | -5   |
| 12   | Tempête FC             | 33  | 30 | 9  | 6  | 15 | 21 | 37 | -16  |
| 13   | AS Grand-Goâve         | 33  | 30 | 8  | 9  | 13 | 20 | 41 | -21  |
| 14   | Racing Club Haïtien    | 33  | 30 | 7  | 12 | 11 | 27 | 29 | -2   |
| 15   | Éclair Gonaïves        | 28  | 30 | 7  | 7  | 16 | 28 | 56 | -28  |
| 16   | Triomphe AC            | 20  | 30 | 4  | 8  | 18 | 18 | 56 | -38  |

## Bilan de la saison
| Championnat d'Haïti de football 1999 |                        |
| Champion                             | Violette AC (6e titre) |
| Qualifications continentales         |                        |
| CFU Club Championship 2000           | Violette AC            |
| CFU Club Championship 2000           | Carioca Port-au-Prince |
| Promotions et relégations            |                        |
| Promus en Division 1                 | Zénith Cap-Haïtien     |
| Promus en Division 1                 | Topez FC               |
| Relégués en Division 2               | Eclair Gonaïves        |
| Relégués en Division 2               | Triomphe AC            |